# Tangen Harada
Tangen Harada (jap. 原田湛玄 Harada Tangen; ur. 24 sierpnia 1924 w Niigata, Japonia, zm. 12 marca 2018 w Obama, Japonia) – japoński mistrz zen, spadkobierca Dharmy Daiuna Sogaku Harady i opat buddyjskiej świątyni Bukkoku-ji w Obama w Japonii.

## Biografia
W 1943 w wieku osiemnastu lat zgłosił się do oddziału szkolącego pilotów kamikaze, jego atak został wyznaczony na dzień 15 sierpnia 1945 r. Jednakże na godzinę przed planowanym wylotem cesarz ogłosił kapitulację Japonii. Był jeńcem wojsk radzieckich, ale po roku udało mu się powrócić do kraju.
Harada nie mógł zapomnieć kolegów, z którymi przechodził szkolenie lotnicze, i którzy poświęcili swoje życie dla kraju. Gdy tylko ich wspominał, odczuwał wielki ból i nie przestawał cierpieć. Usłyszał wówczas o rōshim Sogaku Haradzie (którego został uczniem) i udał się do jego świątyni Hosshin-ji. Opowiedział mistrzowi o wszystkich swoich cierpieniach, a ten odrzekł: "Jeśli zaufasz w pełni moim słowom i będziesz praktykował z całkowitym poświęceniem swojego życia, wszystkie twoje problemy znajdą rozwiązanie". Poprzysiągł więc, że będzie praktykował, całkowicie poświęcając temu swoje życie. Początkowo nie wiedział, czy sprosta trudom praktyki, ale gdy minął rok, zdołał rozwiązać swój problem. Jeszcze przez dziesięć lat kontynuował praktykę pod kierunkiem Sogaku Harady w Hosshin-ji.
W 1955 w wieku trzydziestu lat, został przełożonym obecnej świątyni Bukkoku-ji. Od tamtego czasu przez ponad sześćdziesiąt lat przyjmował pod opiekę praktykujących nie tylko z Japonii, ale i z całego świata, przekazując prawdziwą naukę Buddy i kierując praktyką zazen.